# Kusaila
Kusaila (también escrito Aksil, Koceila, Kosaila, Kusayla o Kusayl en la grafía francesa; muerto en 688) o Kasila (la pronunciación preferida de los investigadores modernos; tifinagh: ⴰⴽⵙⴻⵍ) fue un jefe de la tribu bereber de los auraba en el siglo VII y líder de la Confederación sanhaya. Es conocido por su búsqueda de una resistencia romano-bereber efectiva a la expansión árabe musulmana sobre el norte de África en los años 680.
Su patria era Tremecén, en la actual Argelia, según Ibn Jaldún. Sin embargo, su relato data del siglo XIV, setecientos años después; otras fuentes más cercanas a los tiempos de Kusaila (encontramos las primeras en el siglo IX) lo asocian únicamente al área de Aurés. Kusaila creció durante la época del exarcado bizantino y fue probablemente educado en las formas romano-bizantinas.
De acuerdo con fuentes tardías, el emir de los invasores omeyas, que entonces era un árabe esclavo liberto llamado Abu al-Muhaŷir Dinar, invitó sorprendentemente a Kusaila a reunirse con él en su campamento. Abu al-Muhaŷir le convenció para que aceptase el islam y se uniese su ejército con la promesa de plena igualdad con los árabes (678). La razón por la que al-Muhaŷir tuvo éxito en la conversión de Kusaila fue que él mismo se había convertido, con lo que disolvía cualquier prejuicio que pudiera haber tenido Kusaila de que el islam era una religión exclusivamente árabe. Abu al-Muhaŷir era un maestro de la diplomacia e impresionó mucho a Kusaila no sólo con su piedad, sino con su alto sentido del respeto y la etiqueta. Kusaila incorporó a los sanhaya auraba a la fuerza de conquista árabe y contribuyó a sus exitosas campañas.

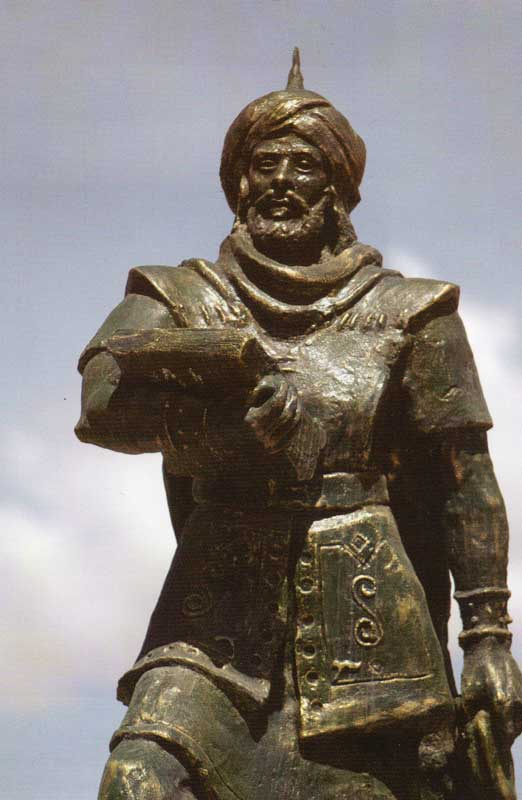
Estatua de Uqba ibn Nafi en Biskra.

Cuando Abu al-Muhaŷir fue sustituido a la fuerza por Uqba ibn Nafi, este trató a Kusaila y sus hombres con desprecio. Finalmente, la ausencia de respeto de Uqba enfureció a Kusaila y provocó que el bereber tramase venganza. Al regreso del ejército desde Marruecos, Uqba permitió a sus tropas romper filas y volver a sus casas. El resto, cerca de unos 5.000 soldados, eran vulnerables y estaban exhaustos. En el camino de regreso a Kairuán, Kusaila se unió a las fuerzas bizantinas y organizó una emboscada. El ejército cristiano-bereber, de unos 50.000 efectivos, derrotó a los árabes y acabó con la vida de Uqba en la batalla de Vescera, (Tahuda, cerca de Biskra) de (683). Kusaila tenía ahora el dominio indiscutible del norte de África y marchó sobre Kairuán en señal de triunfo. Como resultado, los árabes fueron expulsados del área del este de la moderna Argelia y de Túnez durante más de una década.
El relato de los dos párrafos anteriores es discutido por algunos historiadores, que prefieren las fuentes de principios del siglo noveno. De acuerdo con estas, Kusaila no tuvo ninguna relación con Abu al-Muhaŷir ni con Uqba ibn Nafi hasta la emboscada de Tahudha. Estas fuentes también señalan a Kusaila como cristiano, y no como un musulmán converso. Sin embargo, los historiadores están de acuerdo en que derrotó a Uqba con una fuerza combinada bizantino-bereber.
En 688 llegaron refuerzos árabes bajo Kays ibn Zuhair, y Kusaila se enfrentó a ellos en la batalla de Mamma. Ampliamente superados en número, los auraba fueron derrotados y Kusaila fue asesinado. A pesar de ello, la resistencia bereber continuaría en los deyrawa de Kahina.